# Oppdal
Oppdal este o comună din provincia Sør-Trøndelag, Norvegia.